# Zamasp

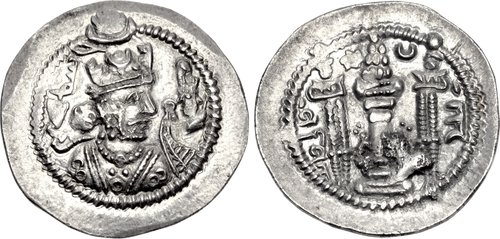
Münze Zamasps

Zamasp oder Jamasp war ein sassanidischer Prinz und 496–499 Großkönig von Persien.
Zamasp war laut Tabari ein Bruder König Kavadhs und wurde nach dessen Entmachtung 496 vom Adel auf den Thron gehoben. Offenbar stand hinter dem neuen Herrscher eine Gruppe von Adligen und Priestern, die Kavadhs Allianz mit Mazdakiten und Hephthaliten ablehnten. Zamasp versuchte, das geschwächte Sassanidenreich wieder zu stabilisieren, und richtete auch vergebliche Bitten um finanzielle Hilfe an die Römer (nach Ansicht einiger Forscher verlangte er die Zahlung von Tributen, um seine Stellung im Inneren zu stabilisieren). Bald muss Zamasp massiv an Unterstützung eingebüßt haben. Als Kavadh dann die Flucht aus dem Gefängnis gelang, er sich der Hilfe der Hephthaliten versichern konnte und ohne nennenswerte Gegenwehr in Ktesiphon einzog, verzichtete Zamasp wohl mehr oder weniger freiwillig auf die Krone. Ob er am Leben gelassen oder von Kavadh hingerichtet wurde, ist nicht bekannt. Laut Prokopios ließ man ihn grausam verstümmeln, um ihm jede weitere Hoffnung auf den Thron zu nehmen.